# 더그 라이먼
더글러스 에릭 "더그" 라이먼(영어: Douglas Eric "Doug" Liman, 1965년 7월 24일 ~ )은 미국의 영화 감독, 영화 프로듀서이다.

## 작품 목록
- 게팅 인 (1994)
- 스윙어즈 (1996)
- 고 (1999)
- 본 아이덴티티 (2002)
- 미스터 & 미세스 스미스 (2005)
- 점퍼 (2008)
- 페어 게임 (2010)
- 엣지 오브 투모로우 (2014)
- 더 월 (2017)
- 아메리칸 메이드 (2017)
- 락드 다운 (2021)
- 카오스 워킹 (2021)
- 로드 하우스 (2024)
- 인스티게이터 (2024)